# Le Jerk !
Le Jerk ! est une chanson du chanteur français Thierry Hazard, enregistrée en 1989 et sortie en 1990.

## Historique
Enregistré en 45 tours en 1989 chez CBS et sorti en juin 1990, le titre devient un des tubes de l'été 1990, atteignant la 2e place au Top 50 dans lequel il reste pendant 28 semaines. Par la suite, le morceau apparaît sur l'album Pop Music. Le titre s'est vendu à plus de 520 000 exemplaires en 1990.
Les protagonistes des paroles sont Joséphine (secrétaire) et Roger (joueur de trombone qui travaille dans une usine) qui prennent tous les soirs le bus pour aller au Club-A-Gogo danser le jerk.
L'illustration de la pochette est signée Serge Clerc. Dans le clip, Christophe Salengro interprète Roger.

## Reprise
En 2013, William Picard reprend le titre après que le duo Début de soirée s'est séparé en 2011.
En 2017, Collectif Métissé reprend le titre sur l'album Fans des années 80 et le morceau sort ensuite en single.